# Ratpenat de llança allargat
El ratpenat de llança allargat (Phyllostomus elongatus) és una espècie de ratpenat de la família dels fil·lostòmids. Viu a Colòmbia, Veneçuela, Guyana, Surinam, la Guaiana Francesa, l'Equador, el Perú, Bolívia i el sud-est del Brasil.